# 15663 Periphas
15663 Periphas è un asteroide troiano di Giove del campo greco. Scoperto nel 1973, presenta un'orbita caratterizzata da un semiasse maggiore pari a 5,1915407 UA e da un'eccentricità di 0,1039727, inclinata di 33,88721° rispetto all'eclittica.
L'asteroide è dedicato a Perifante, guerriero Acheo, il più forte degli Etoli.